# Ieromními
Ieromními (Ieromnimi) är en ort i Grekland.   Den ligger i prefekturen Nomós Ioannínon och regionen Epirus, i den nordvästra delen av landet, 300 km nordväst om huvudstaden Aten. Ieromními ligger 399 meter över havet och antalet invånare är 169.
Terrängen runt Ieromními är kuperad. Runt Ieromními är det ganska glesbefolkat, med 21 invånare per kvadratkilometer. Närmaste större samhälle är Eleoúsa, 19,8 km öster om Ieromními. I omgivningarna runt Ieromními växer i huvudsak blandskog.